# Hydriomena lucifuga
Hydriomena lucifuga är en fjärilsart som beskrevs av William Schaus 1912. Hydriomena lucifuga ingår i släktet Hydriomena och familjen mätare. Inga underarter finns listade i Catalogue of Life.